# Саша Жан-Батист
Саша Меліна Жан-Батист (швед. Sacha Melina Jean-Baptiste, уроджена Свенссон-Батист (швед. Svensson-Baptiste), нар. 24 січня 1985) — шведська хореографка, танцівниця й шоу-продюсерка. Найбільш відома постановками номерів для Пісенного конкурсу Євробачення, зокрема Лорін з «Tattoo», Елені Фурейри з «Fuego», Крістіана Костова з «Beautiful Mess», Gjon's Tears з «Tout l'univers» тощо, та Melodifestivalen.

## Біографія та кар'єра
Саша Меліна Жан-Батист народилася 24 січня 1985 року в Гасселбі, лен Стокгольм, Швеція.
2011 року вперше стала постановницею для Євробачення, а саме створила номер російського представника Олексія Воробйова з піснею «Get You», який посів 16 місце у фіналі конкурсу.
2013 року була відповідальна за створення церемоній відкриття та закриття Євробачення 2013, що пройшло в Мальме, а наступного року була однією з членів журі від Швеції на Євробаченні 2014.
Другою роботою Жан-Батист як постановниці для учасників Євробачення став номер для Грузії на конкурсі 2015 року з піснею «Warrior» у виконанні Ніни Сублатті. Уже наступного року постановниця працювала з чотирма країнами: Грузією, Кіпром, Вірменією та Литвою. Над першими двома країнами з Жан-Батист також співпрацював шведський музикант Thomas G:son.
У період 2017-2019 та 2021-2022 років постановниця працювала зі 17 учасниками Євробачення, серед яких, зокрема Крістіан Костов з «Beautiful Mess», Елені Фурейра з «Fuego», Лука Генні з «She Got Me», Йон Лундвік з «Too Late for Love», Gjon's Tears з «Tout l'univers» та Корнелія Джейкобс з «Hold Me Closer», які фінішували у п'ятірці найкращих. На Melodifestivalen 2018 і 2019 Жан-Батист працювала шоу-продюсеркою та відповідала за церемонії відкриття й інтервал-акти, а на Melodifestivalen 2020 створила хореографію для всіх сімох учасників другого півфіналу. Окрім цього, вона також мала працювати з учасниками Євробачення 2020 від Вірменії, Грузії та Швейцарії, проте конкурс був скасований через пандемію COVID-19.

## Пісенний конкурс Євробачення
| Рік  | Країна    | Учасник                                | Пісня                              | Місце у фіналі                                 | Дж.    |
| ---- | --------- | -------------------------------------- | ---------------------------------- | ---------------------------------------------- | ------ |
| 2011 | Росія     | Олексій Воробйов                       | «Get You»                          | 16                                             | [ 4 ]  |
| 2015 | Грузія    | Ніна Сублатті                          | «Warrior»                          | 11                                             | [ 14 ] |
| 2016 | Вірменія  | Івета Мукучян                          | «LoveWave»                         | 7                                              | [ 8 ]  |
| 2016 | Грузія    | Nika Kocharov & Young Georgian Lolitaz | «Midnight Gold»                    | 20                                             | [ 15 ] |
| 2016 | Кіпр      | Minus One                              | «Alter Ego»                        | 21                                             | [ 16 ] |
| 2016 | Литва     | Донні Монтелл                          | «I've Been Waiting for This Night» | 9                                              | [ 9 ]  |
| 2017 | Австралія | Ісая                                   | «Don't Come Easy»                  | 9                                              | [ 17 ] |
| 2017 | Болгарія  | Крістіан Костов                        | «Beautiful Mess»                   | 2                                              | [ 18 ] |
| 2017 | Вірменія  | Арцвік                                 | «Fly With Me»                      | 18                                             | [ 19 ] |
| 2017 | Грузія    | Тамара Гачечіладзе                     | «Keep The Faith»                   | не кваліфікувалася                             | [ 20 ] |
| 2018 | Австралія | Джессіка Маубой                        | «We Got Love»                      | 20                                             | [ 21 ] |
| 2018 | Болгарія  | Equinox                                | «Bones»                            | 14                                             | [ 22 ] |
| 2018 | Кіпр      | Елені Фурейра                          | «Fuego»                            | 2                                              | [ 2 ]  |
| 2019 | Кіпр      | Тамта                                  | «Replay»                           | 13                                             | [ 23 ] |
| 2019 | Швейцарія | Лука Генні                             | «She Got Me»                       | 4                                              | [ 24 ] |
| 2019 | Швеція    | Йон Лундвік                            | «Too Late for Love»                | 5                                              | [ 25 ] |
| 2020 | Вірменія  | Атена Манукян                          | «Chains on You»                    | Х Конкурс скасований через пандемію COVID-19 Х |        |
| 2020 | Грузія    | Торніке Кіпіані                        | «Take Me as I am»                  | Х Конкурс скасований через пандемію COVID-19 Х |        |
| 2020 | Швейцарія | Gjon's Tears                           | «Répondez-moi»                     | Х Конкурс скасований через пандемію COVID-19 Х | [ 13 ] |
| 2021 | Албанія   | Анджела Перістері                      | «Karma»                            | 21                                             |        |
| 2021 | Мальта    | Дестіні                                | «Je Me Casse»                      | 7                                              | [ 26 ] |
| 2021 | Швейцарія | Gjon's Tears                           | «Tout l'univers»                   | 3                                              |        |
| 2021 | Швеція    | Туссе                                  | «Voices»                           | 14                                             |        |
| 2022 | Австралія | Шелдон Райлі                           | «Not The Same»                     | 15                                             | [ 2 ]  |
| 2022 | Швейцарія | Маріус Бер                             | «Boys Do Cry»                      | 17                                             |        |
| 2022 | Швеція    | Корнелія Джейкобс                      | «Hold Me Closer»                   | 4                                              |        |
| 2023 | Албанія   | Альбіна та родина Келменді             | «Duje»                             | 22                                             |        |
| 2023 | Швейцарія | Ремо Форрер                            | «Watergun»                         | 20                                             | [ 27 ] |
| 2023 | Швеція    | Лорін                                  | «Tattoo»                           | 1                                              |        |

### Галерея
Деякі з номерів, авторкою яких стала Саша Жан-Батист.

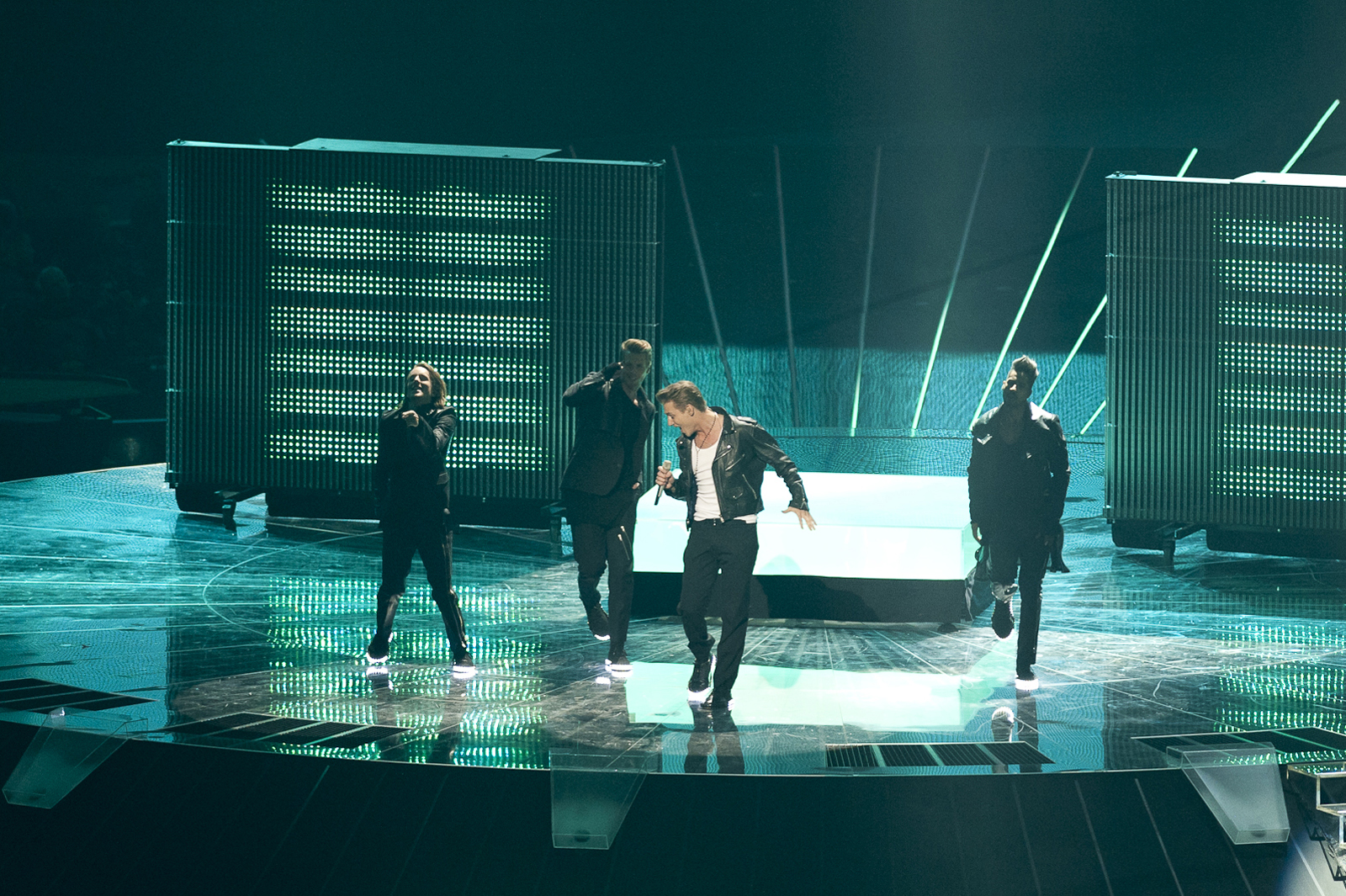
(2011)
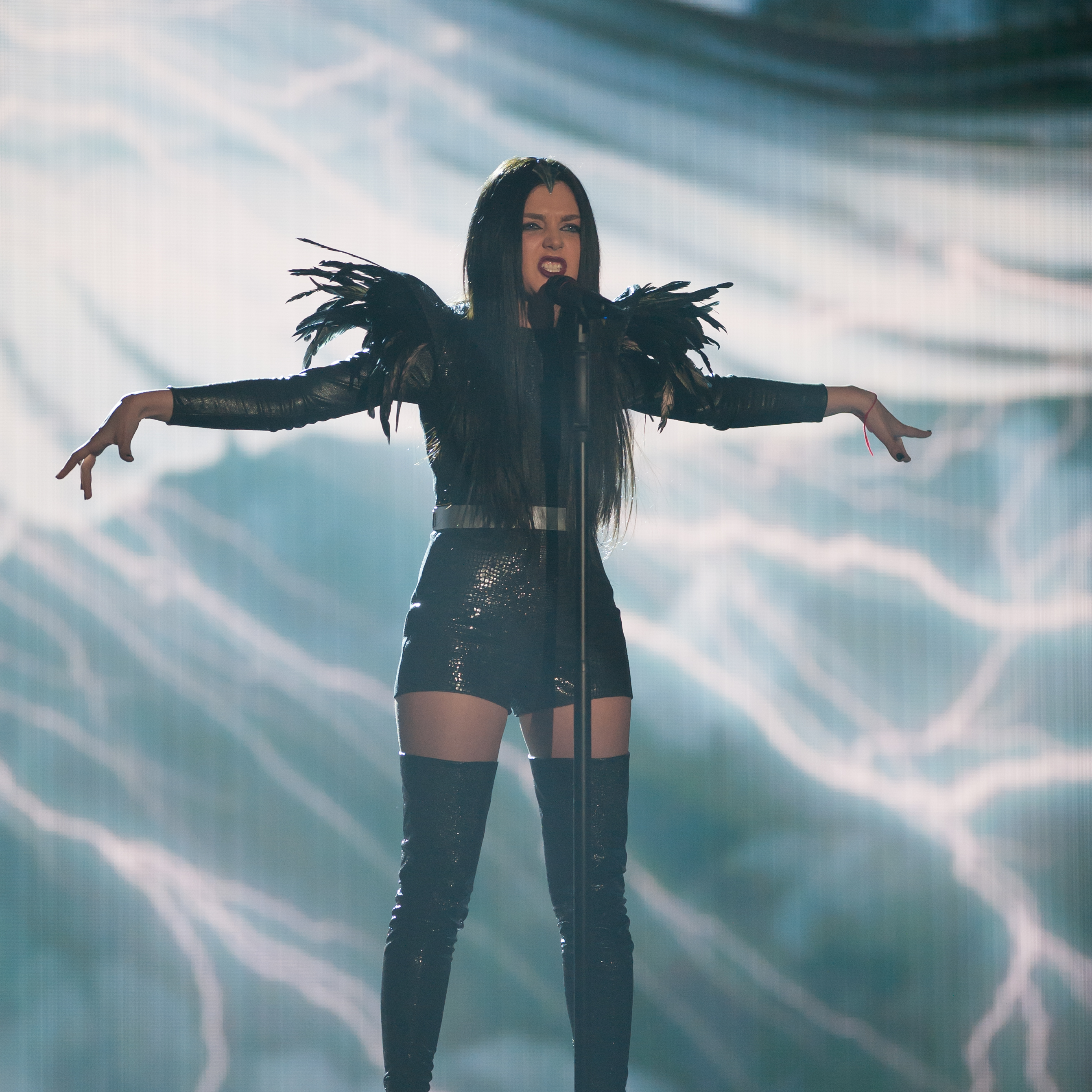
(2015)
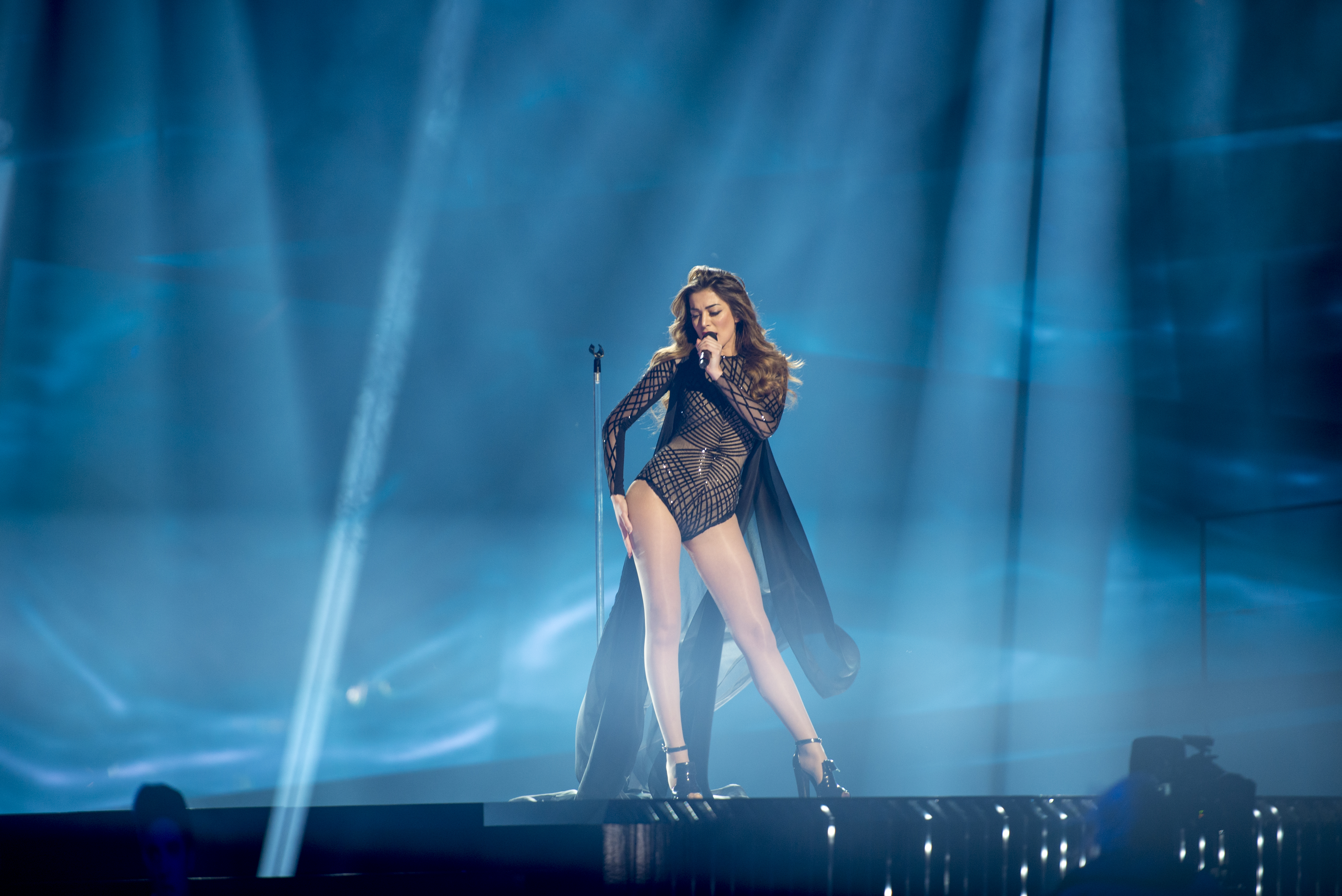
(2016)
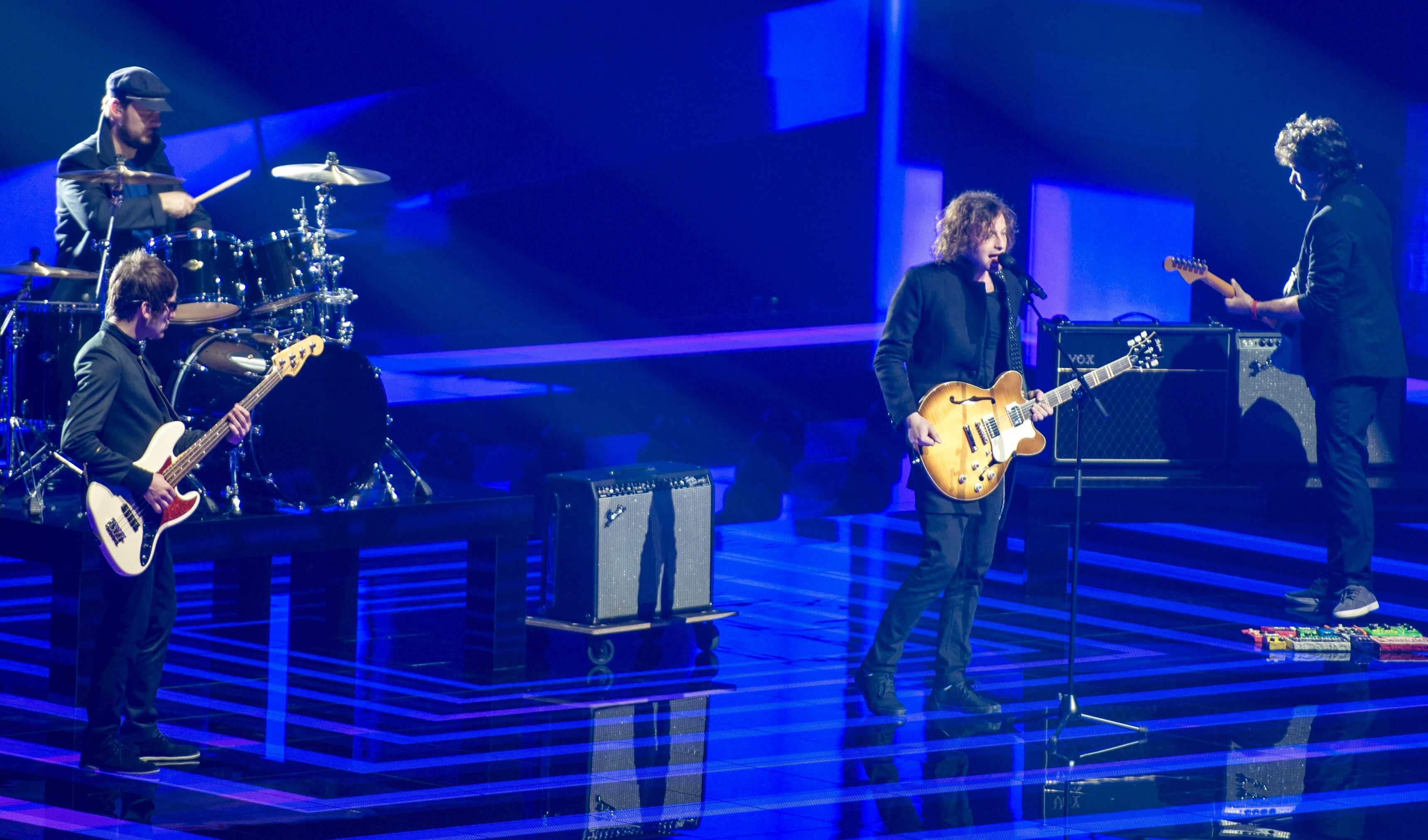
(2016)
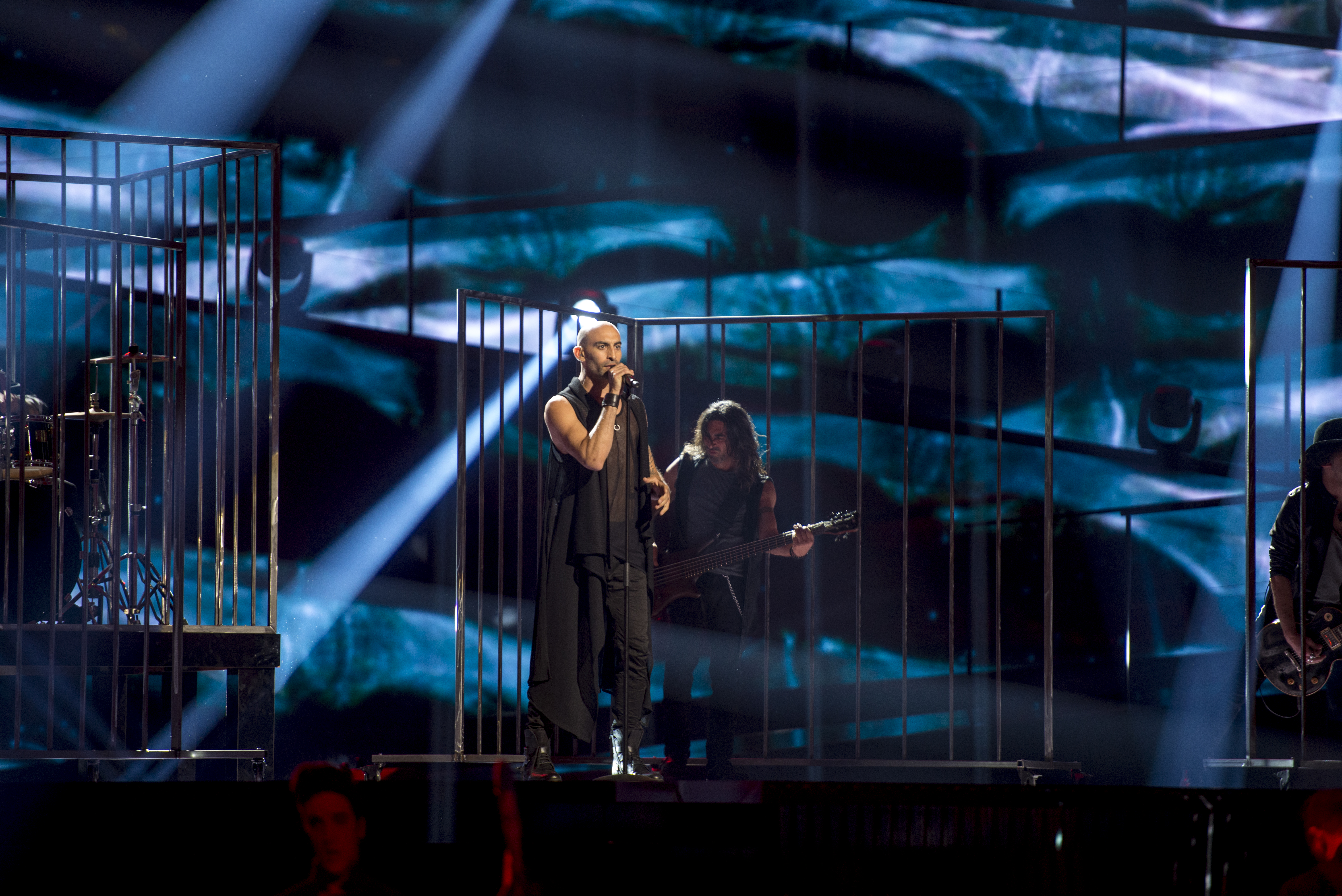
(2016)
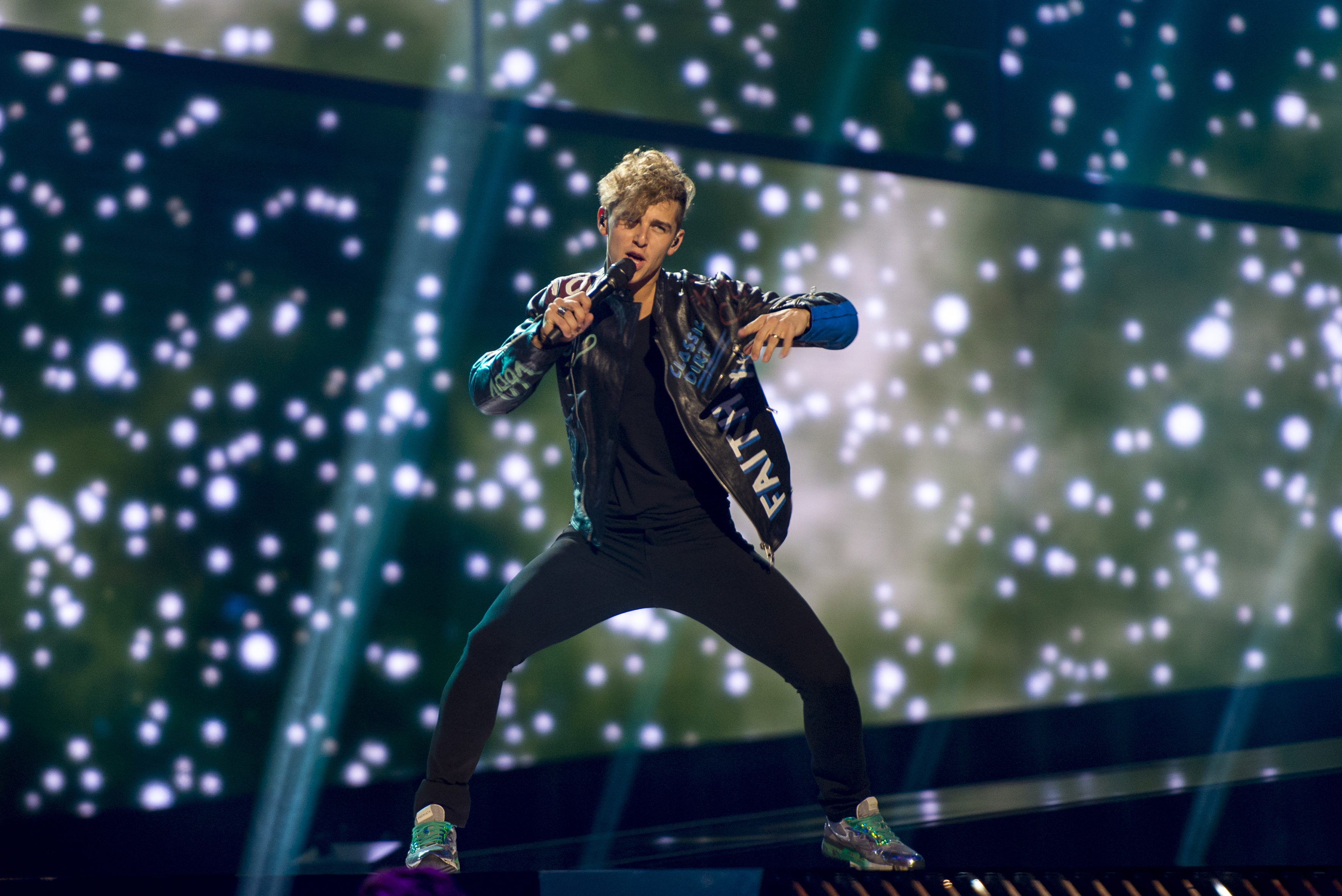
(2016)
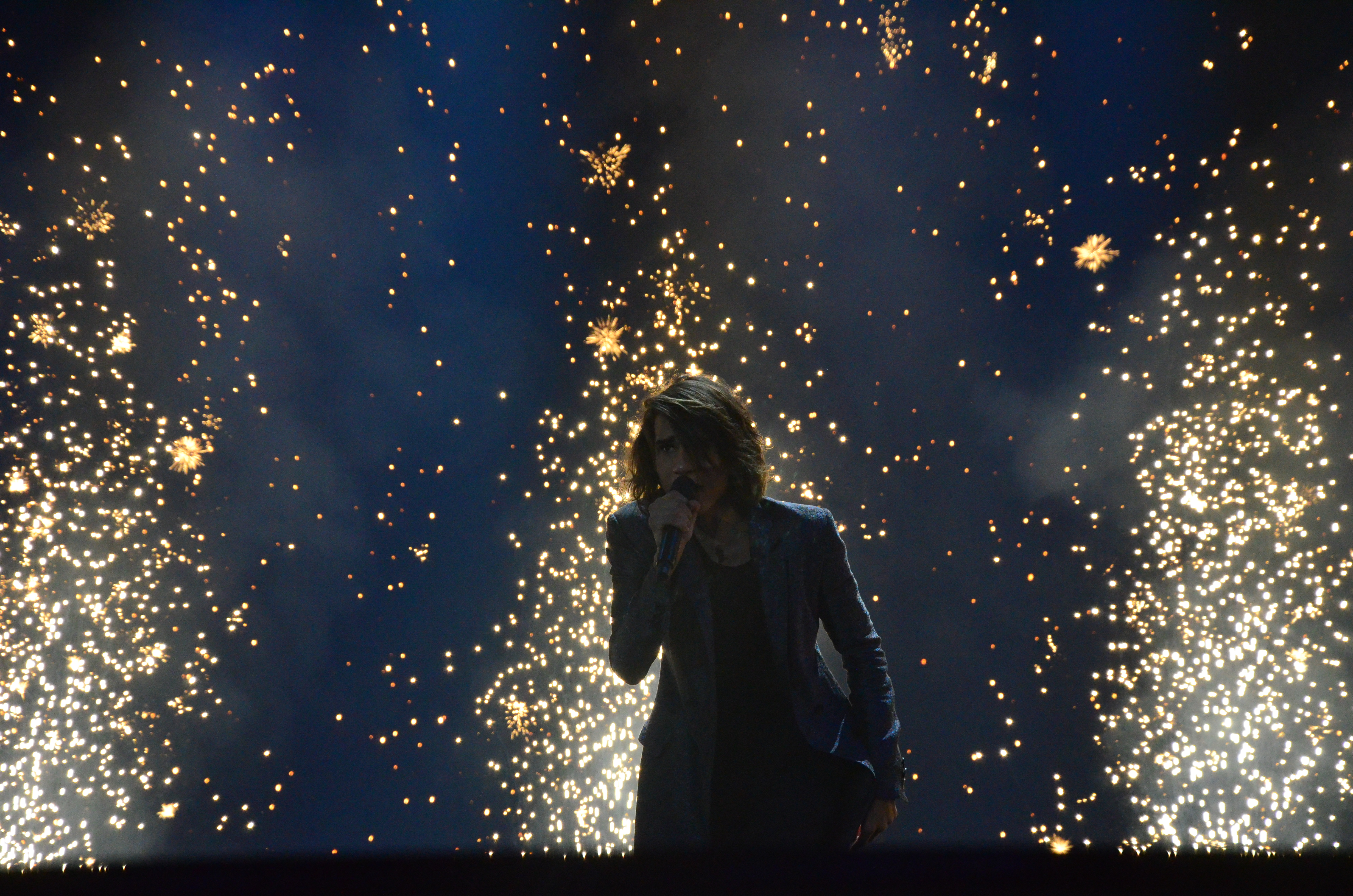
(2017)
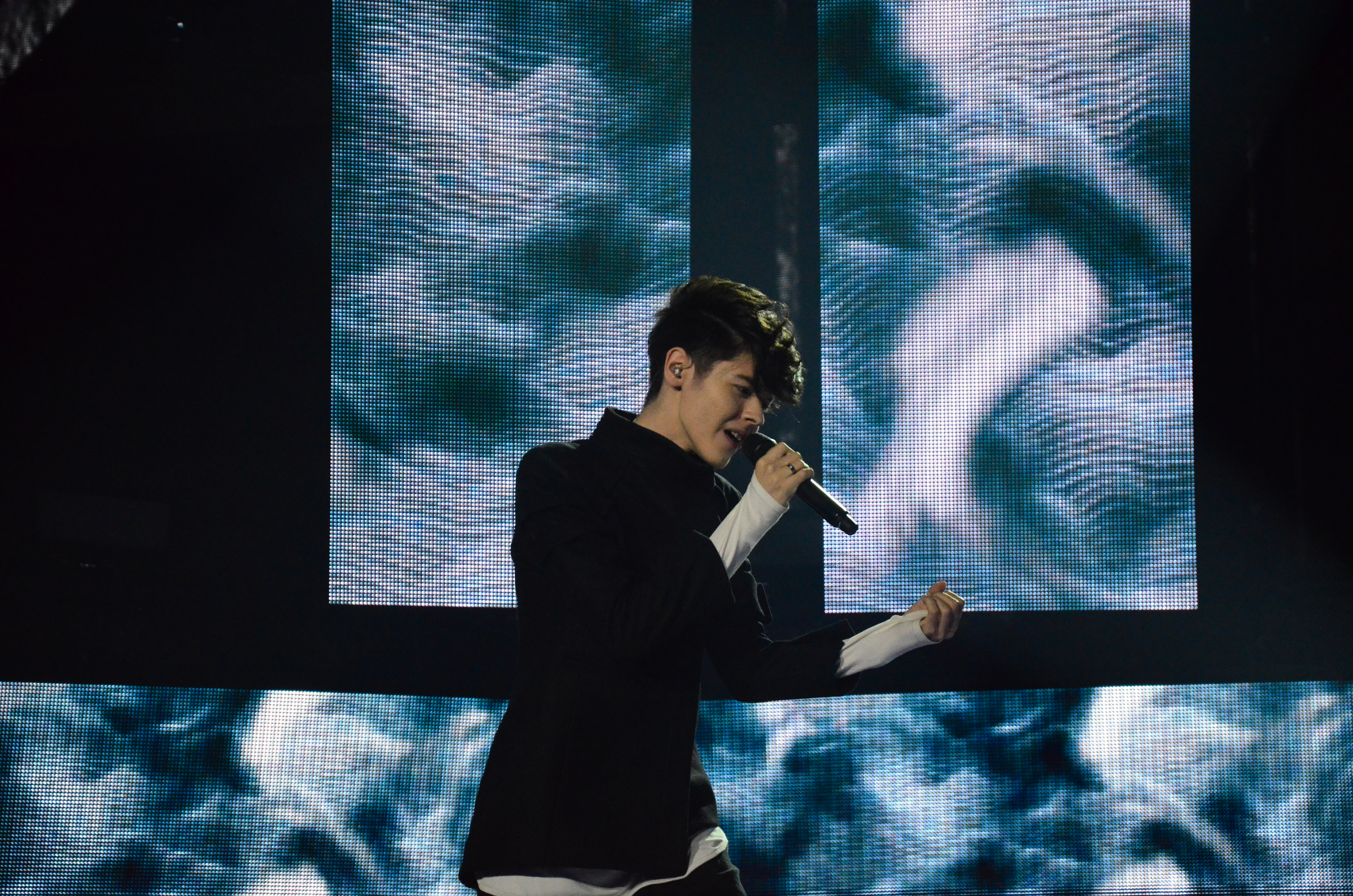
(2017)
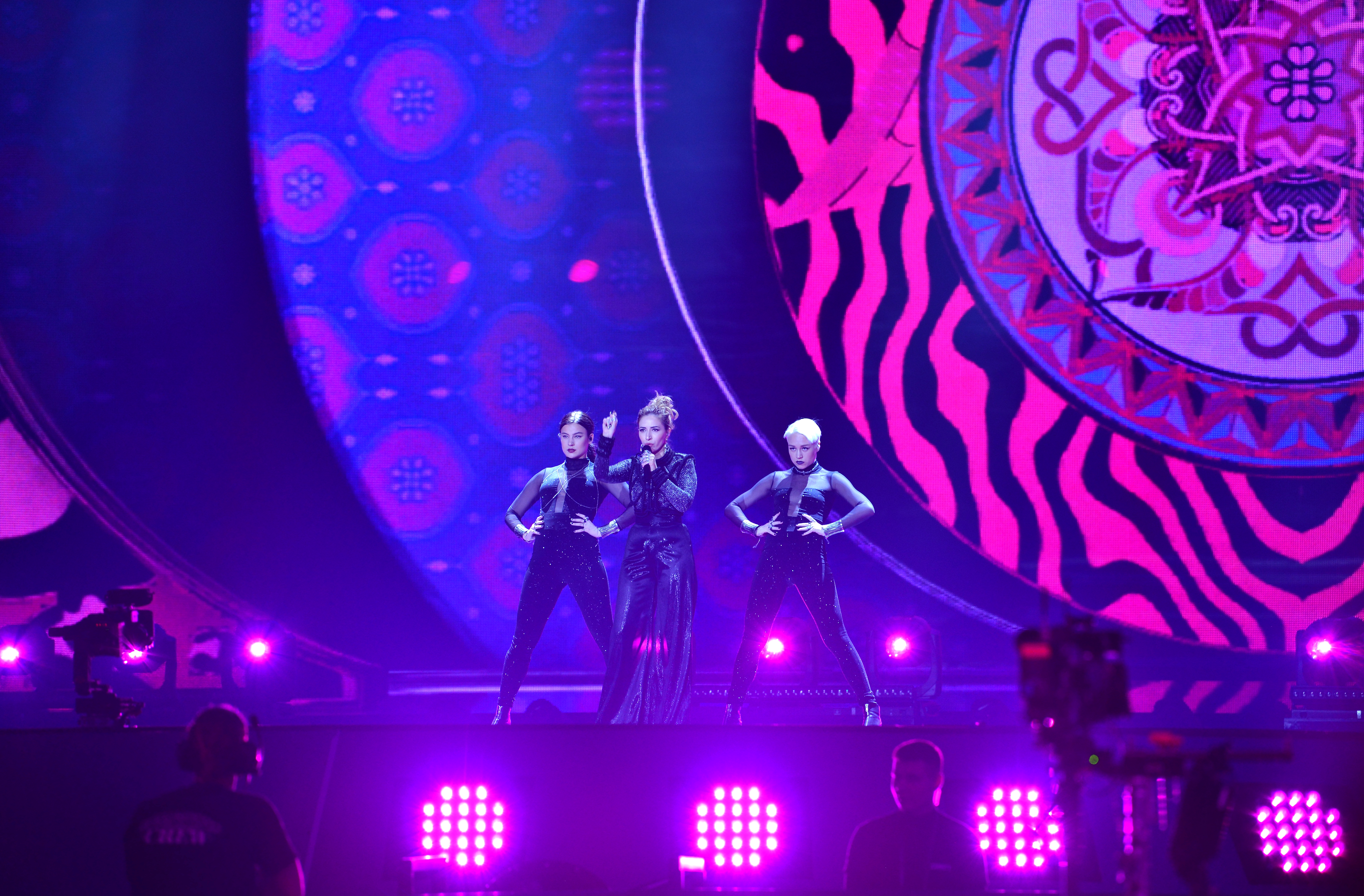
(2017)
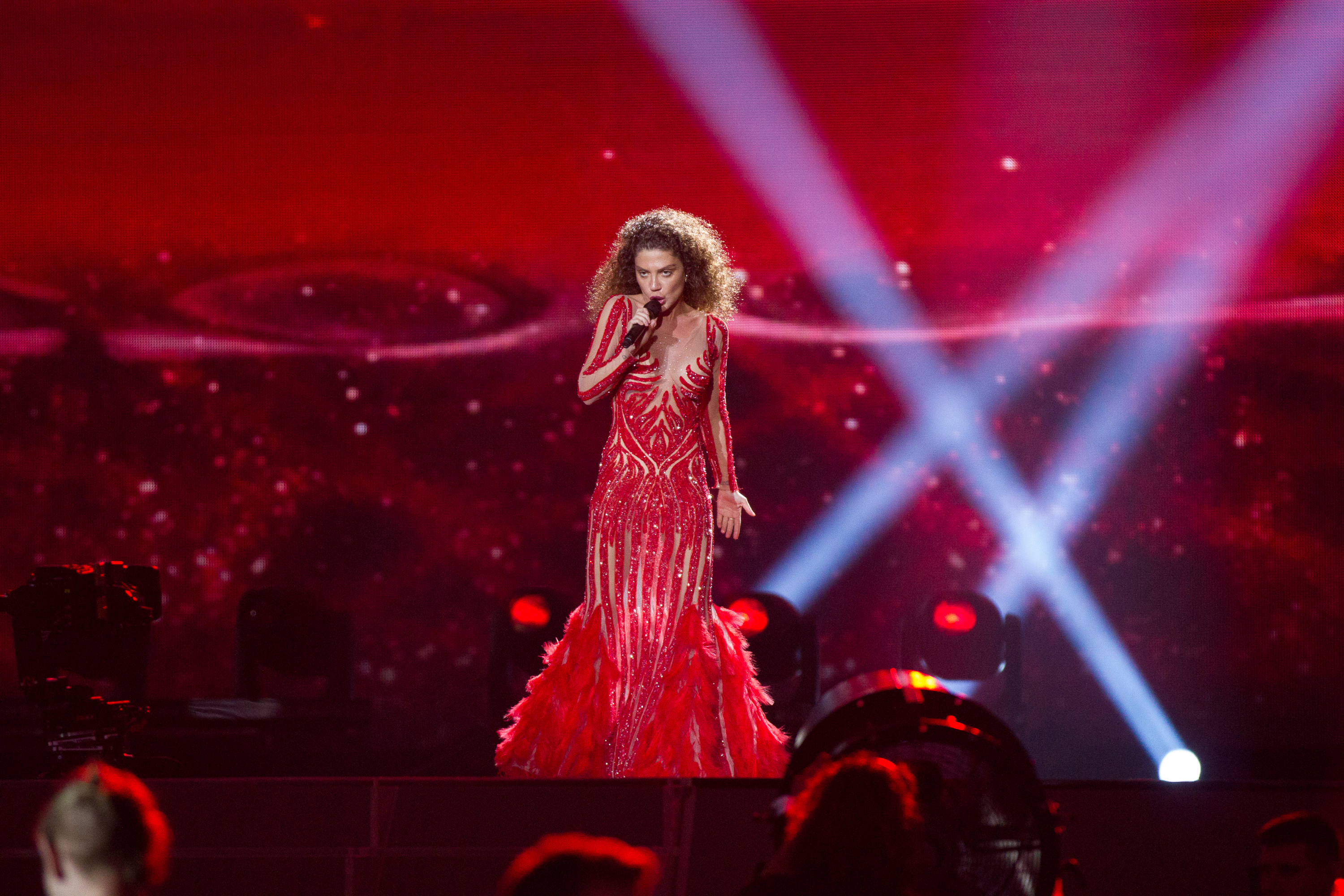
(2017)
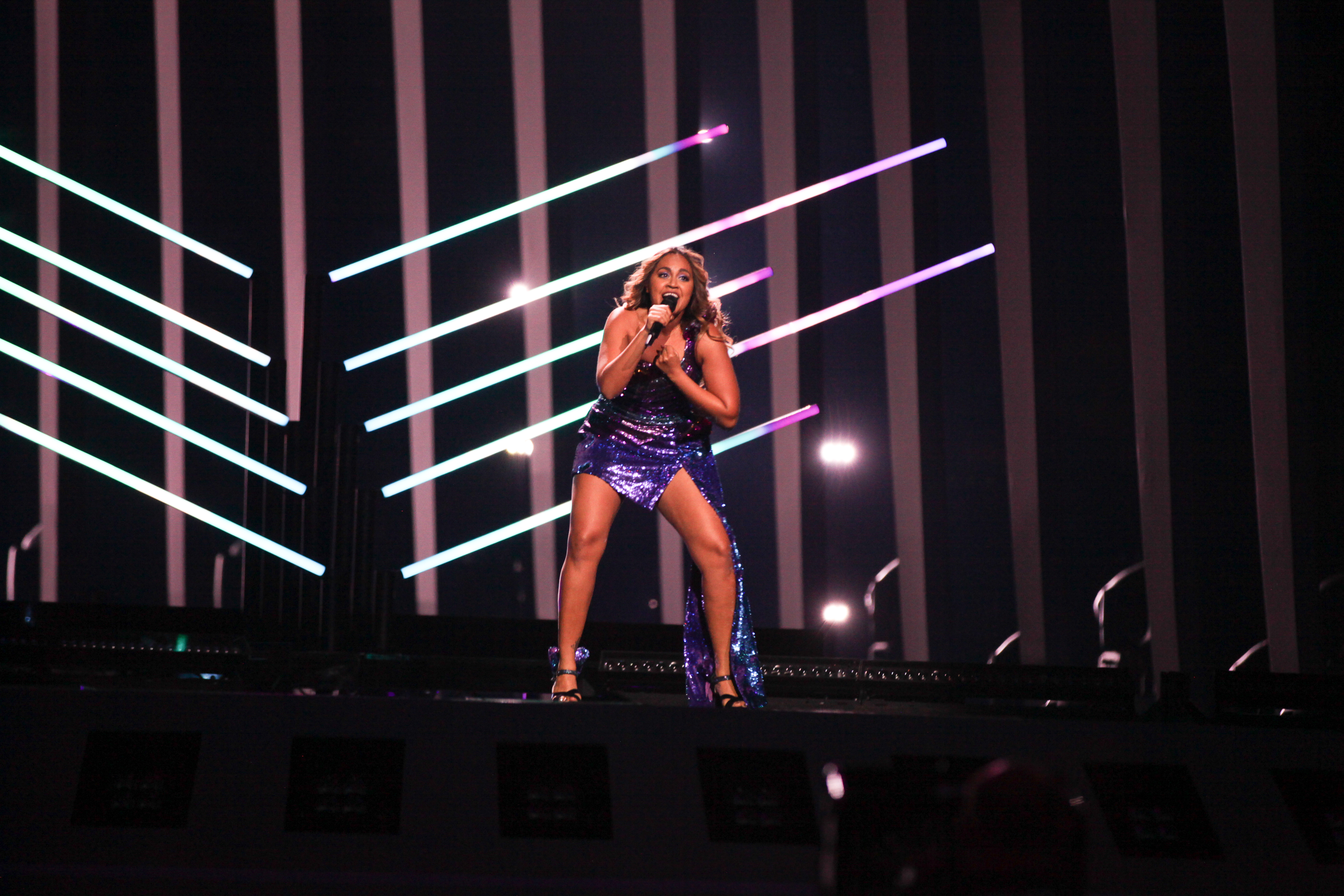
(2018)
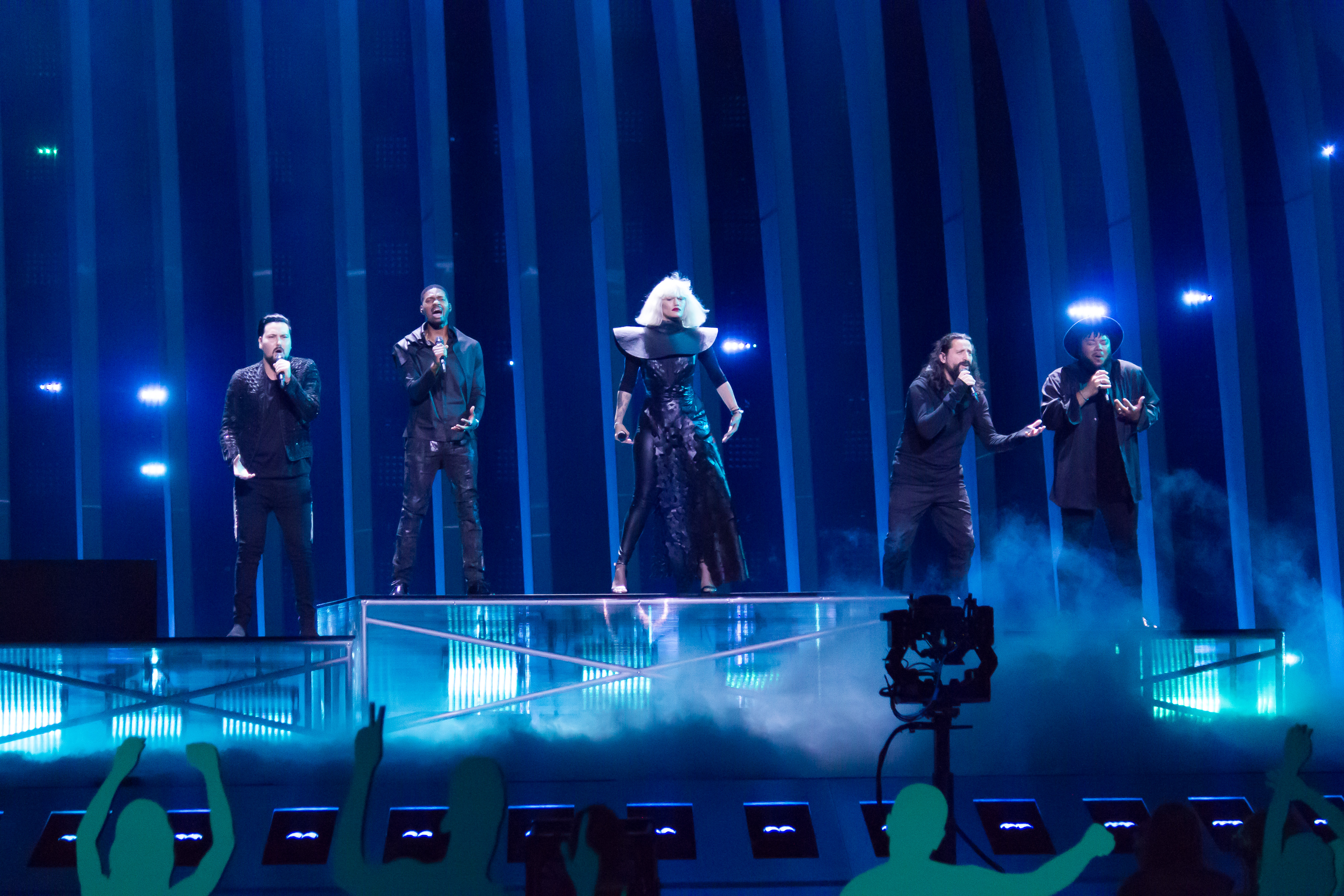
(2018)
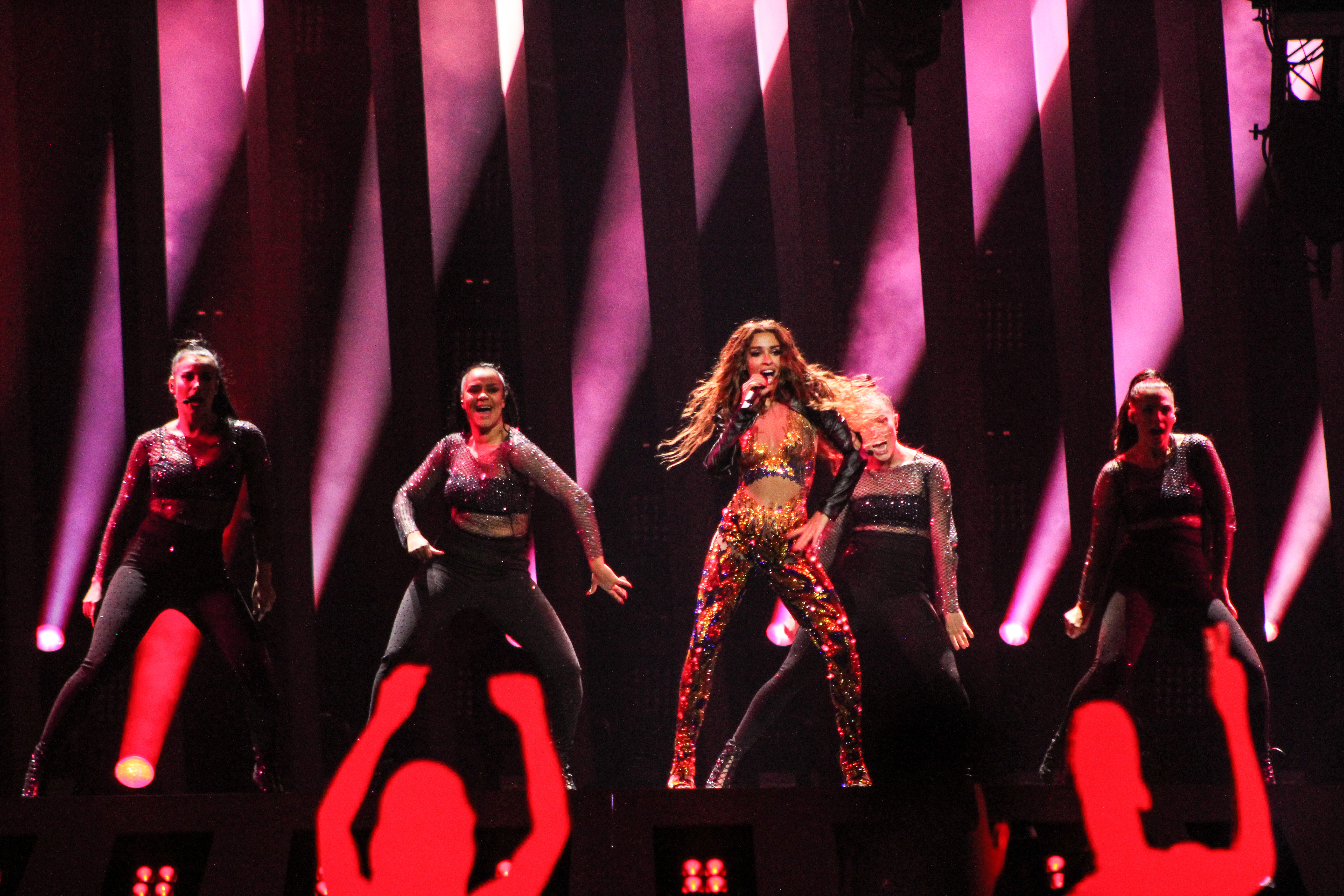
(2018)
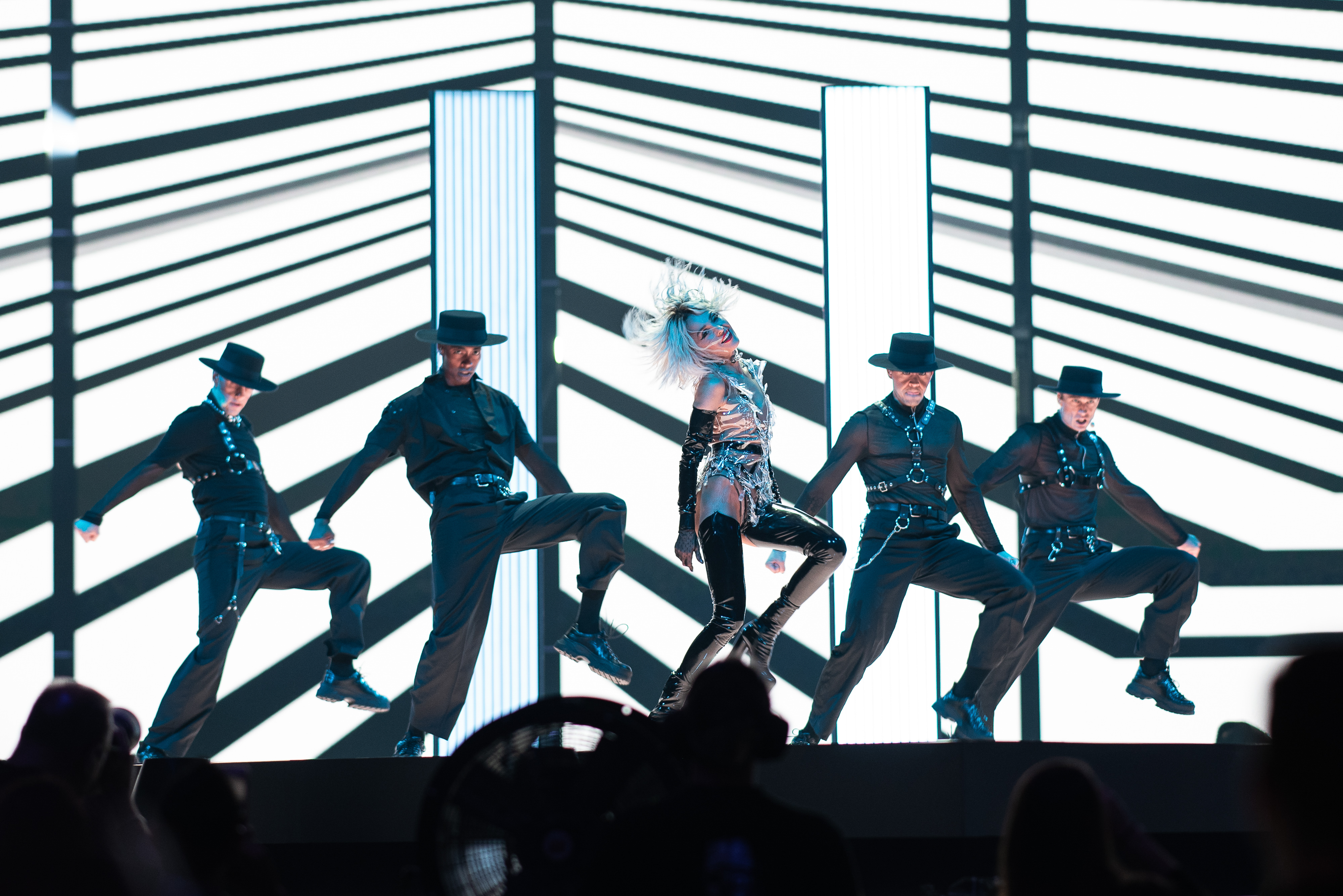
(2019)
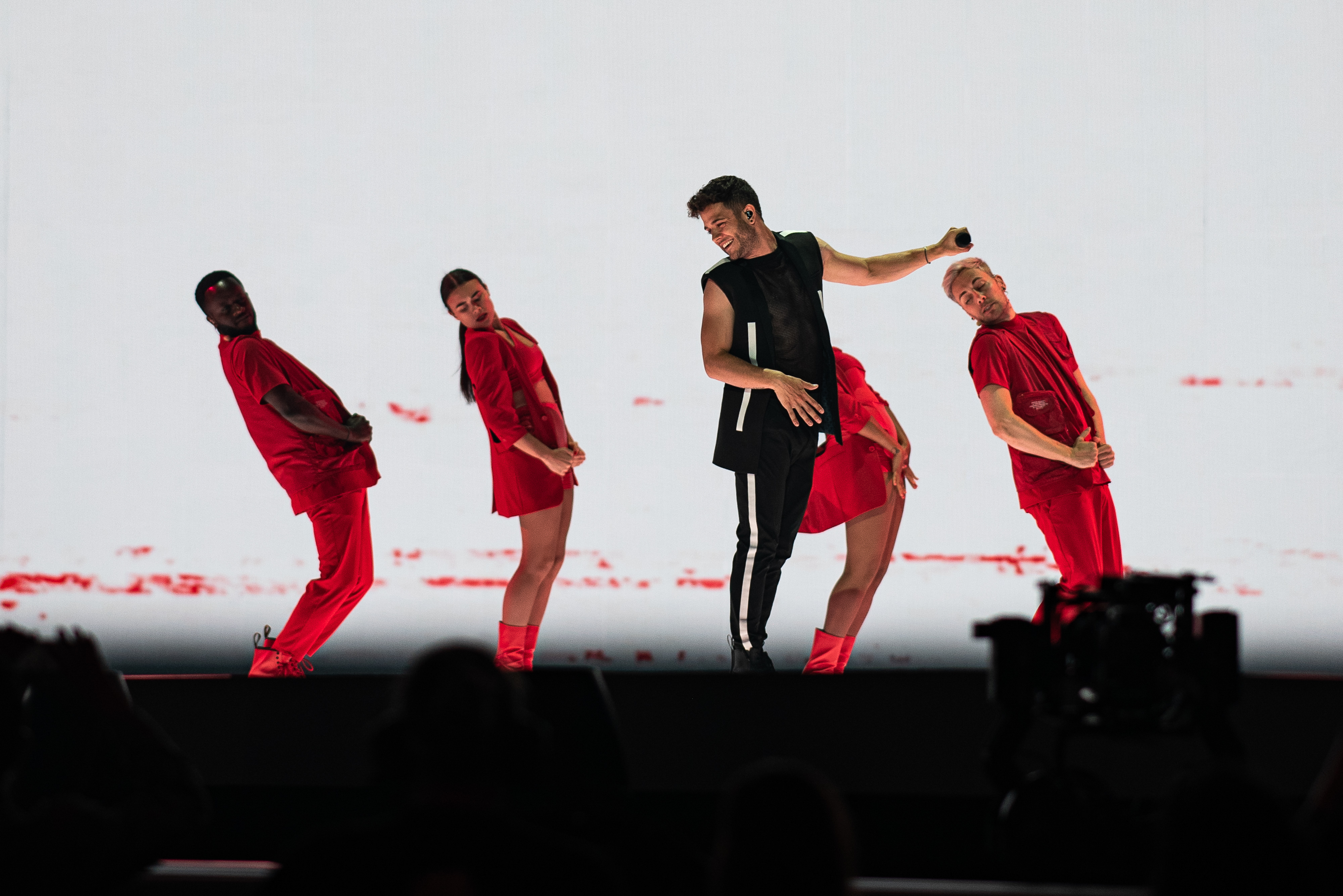
(2019)
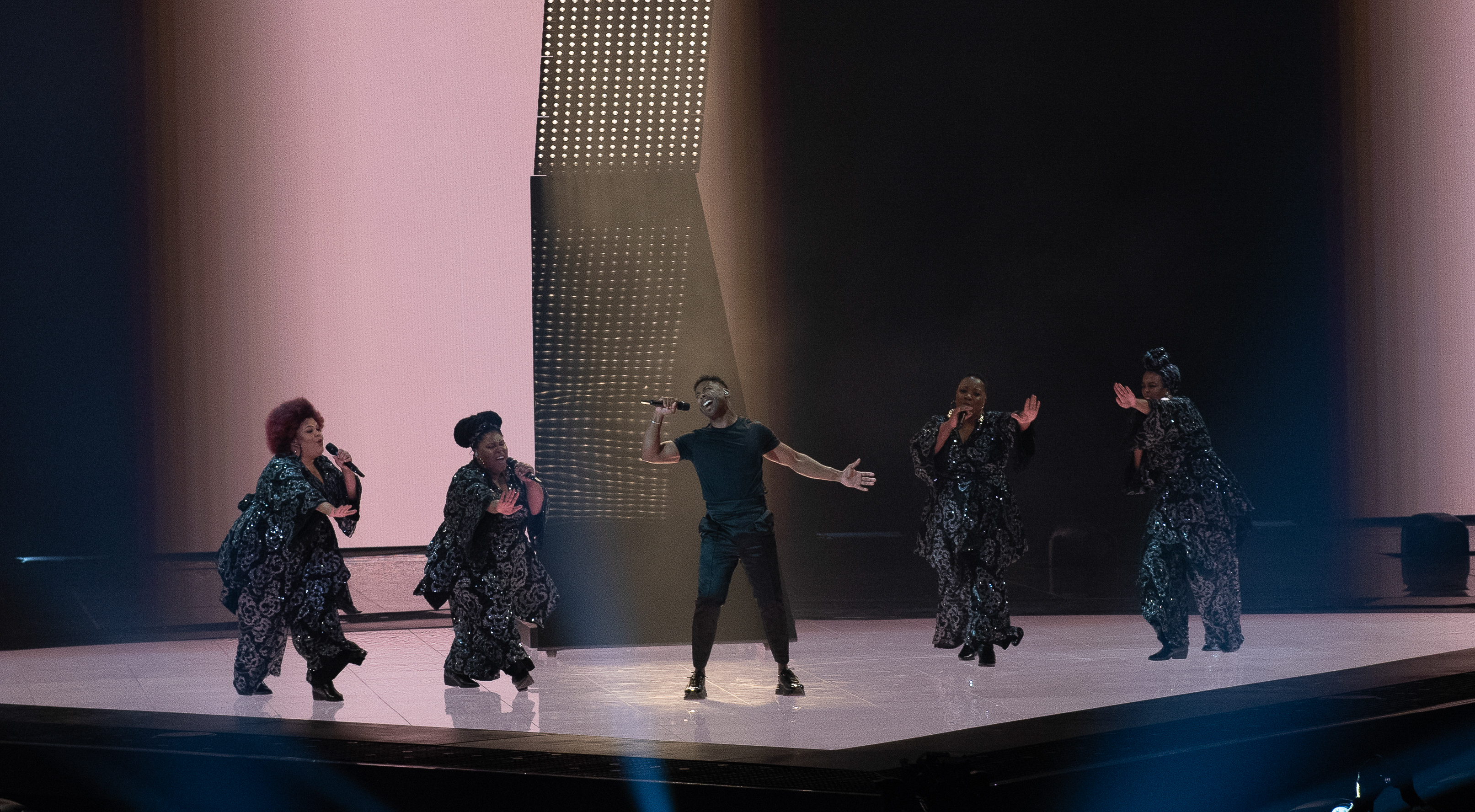
(2019)
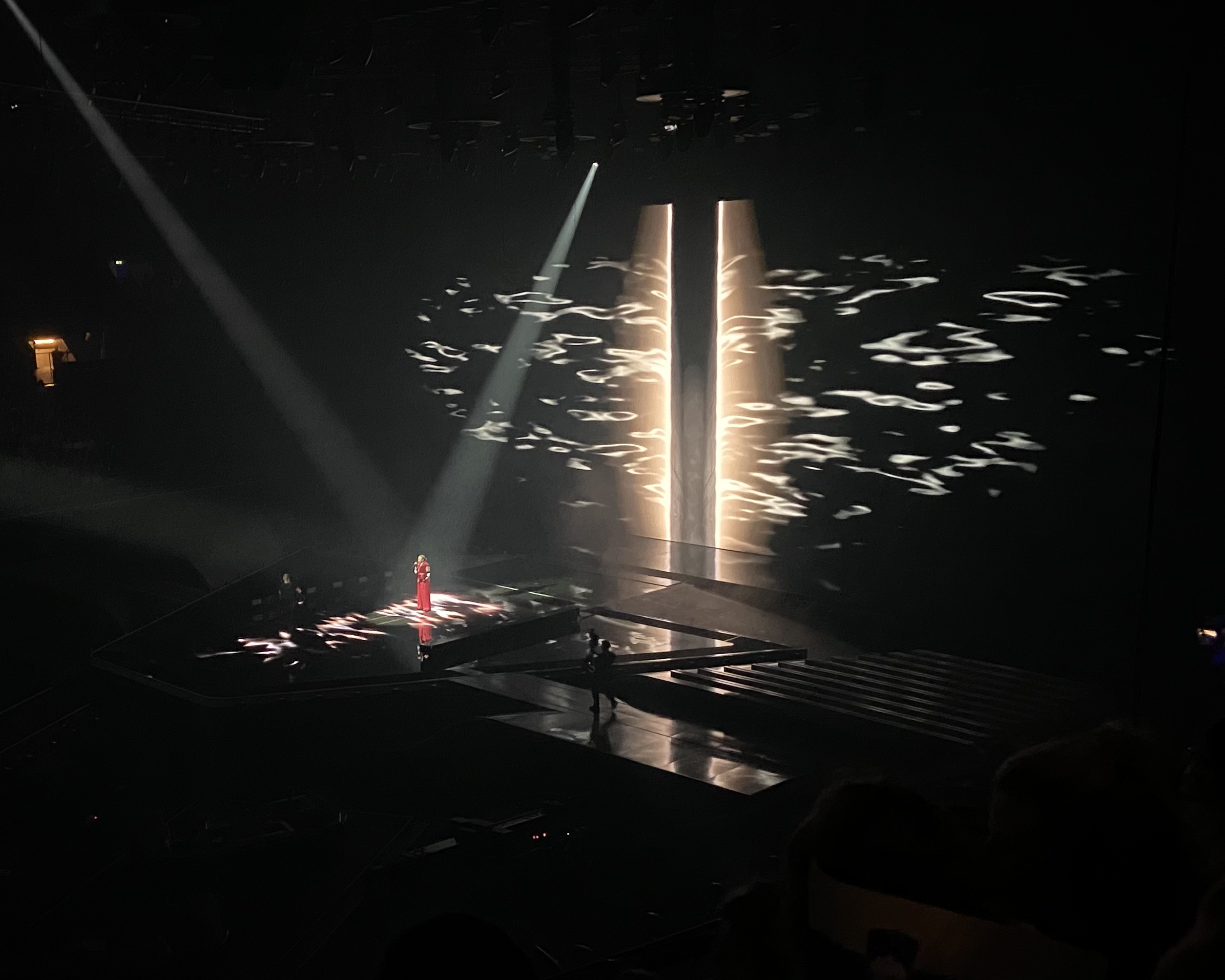
(2021)
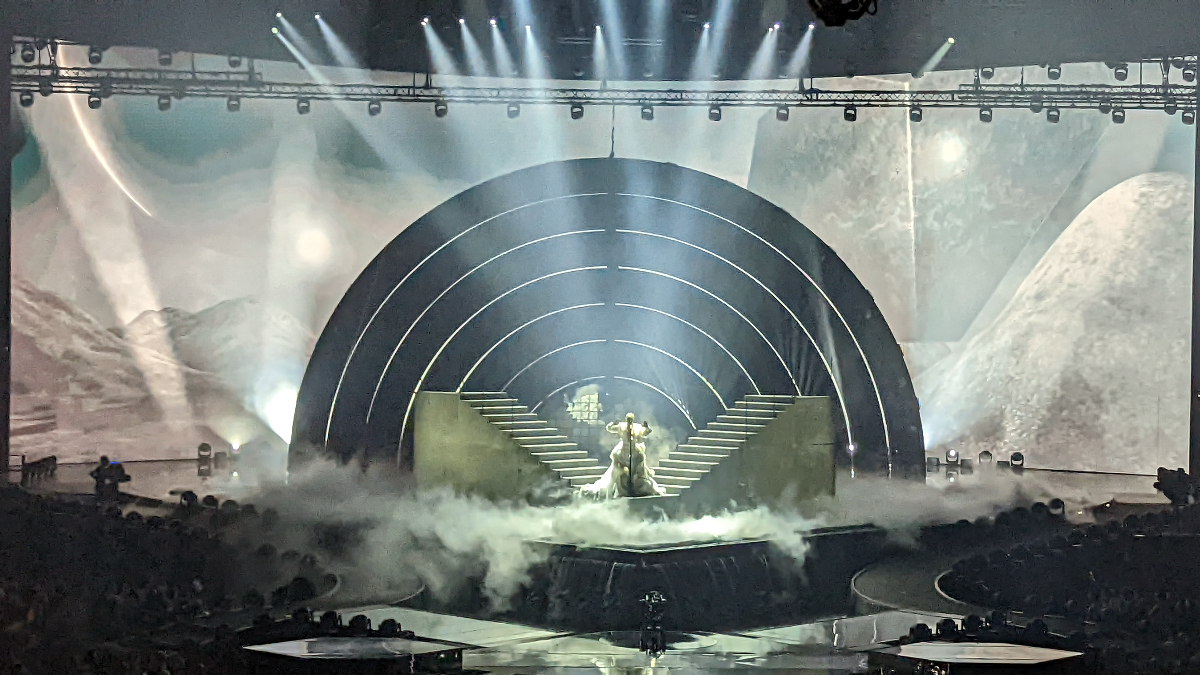
(2022)
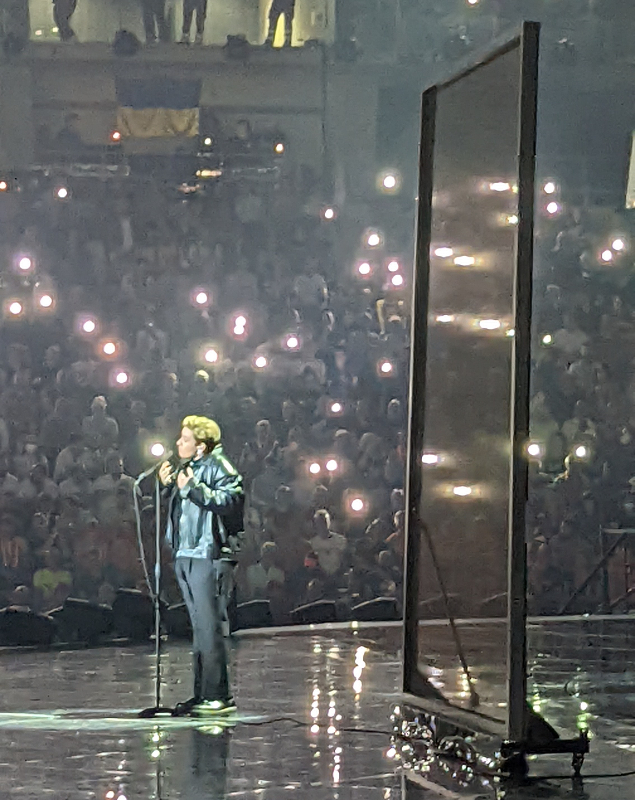
(2022)
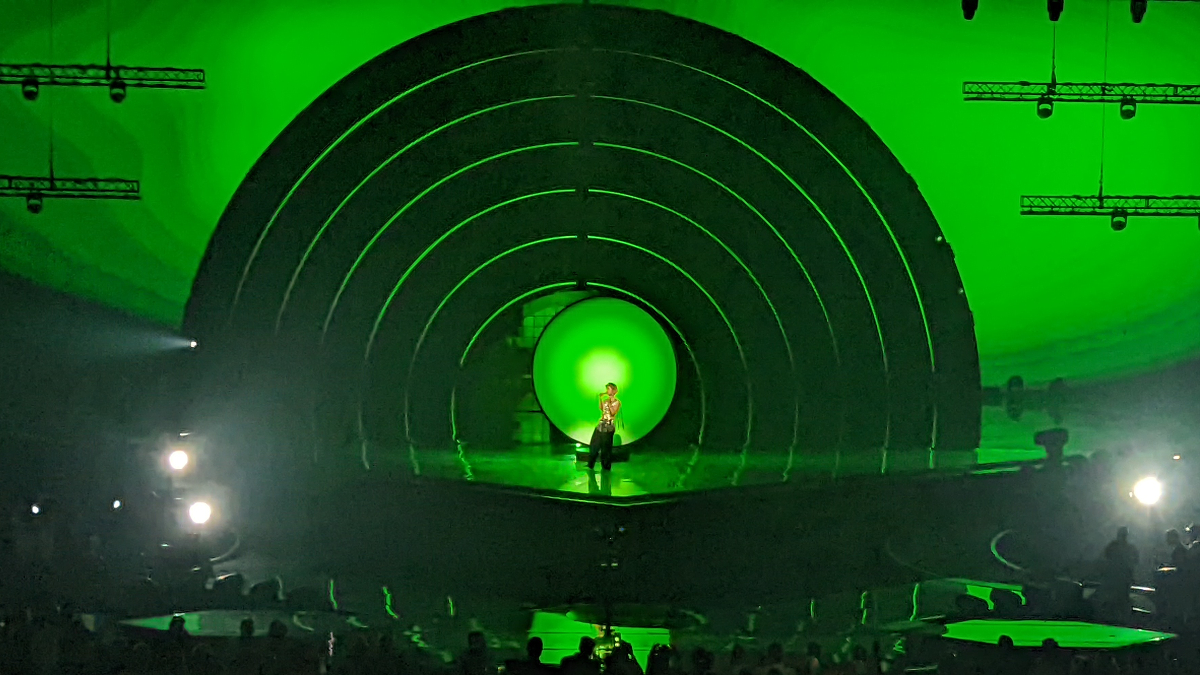
(2022)
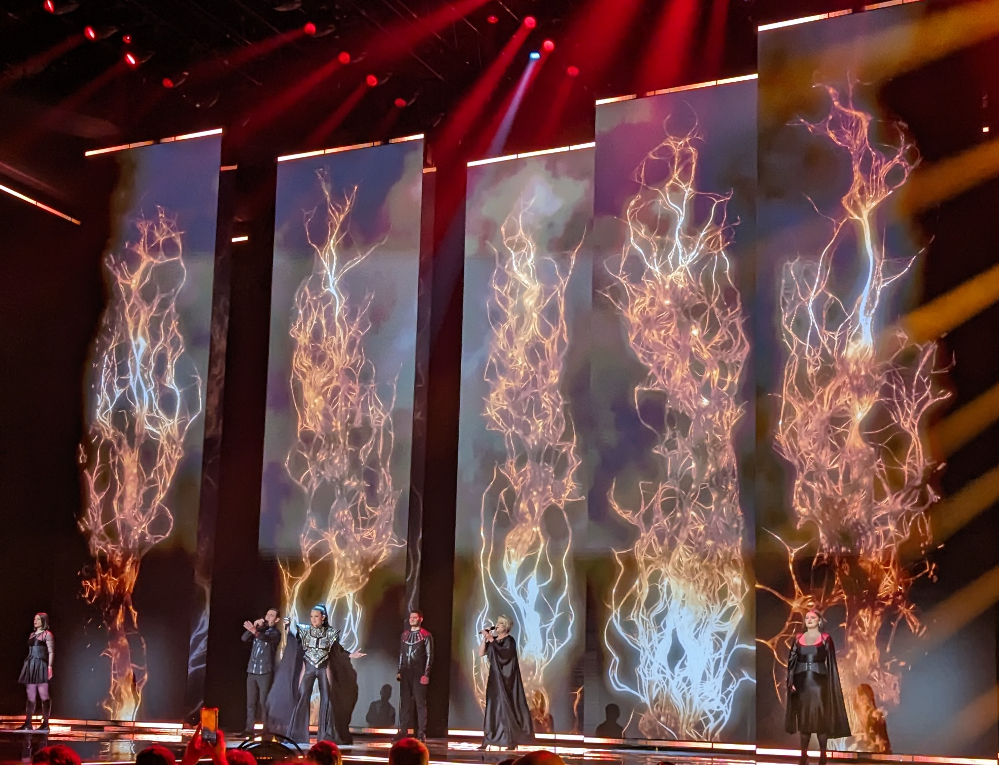
(2023)
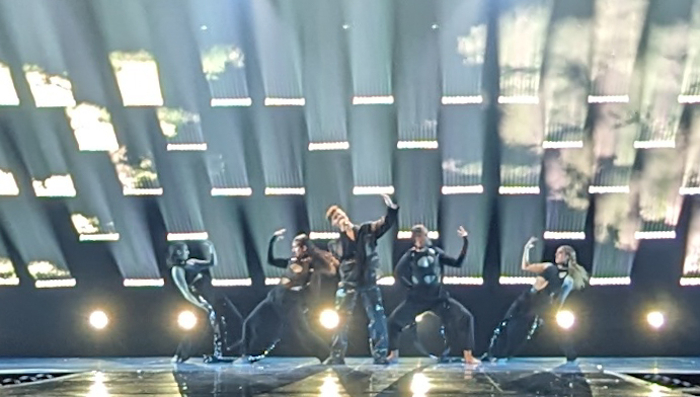
(2023)
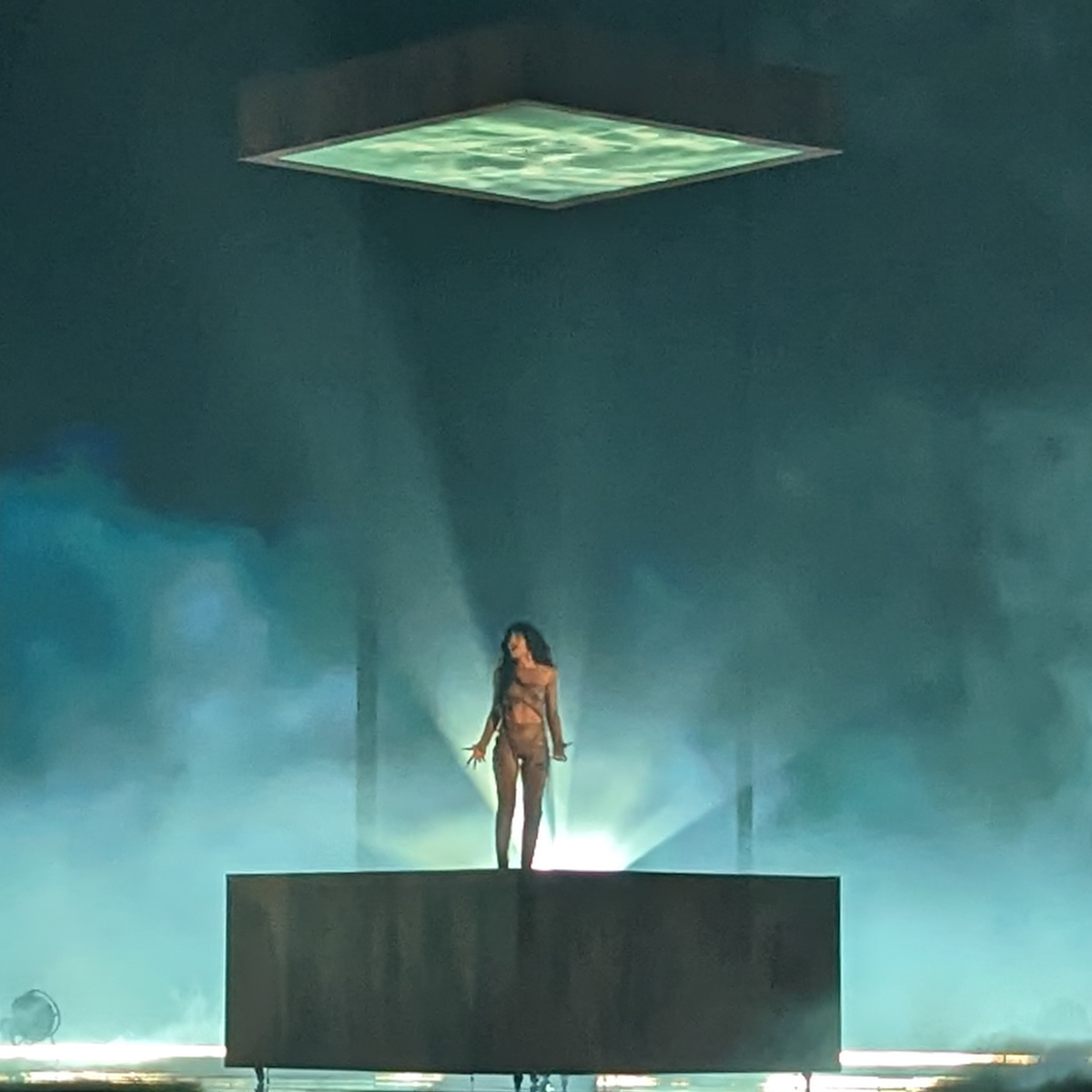
(2023)

- Росія (2011)
- Грузія (2015)
- Вірменія (2016)
- Грузія (2016)
- Кіпр (2016)
- Литва (2016)
- Австралія (2017)
- Болгарія (2017)
- Вірменія (2017)
- Грузія (2017)
- Австралія (2018)
- Болгарія (2018)
- Кіпр (2018)
- Кіпр (2019)
- Швейцарія (2019)
- Швеція (2019)
- Швеція (2021)
- Австралія (2022)
- Швейцарія (2022)
- Швеція (2022)
- Албанія (2023)
- Швейцарія (2023)
- Швеція (2023)